# Аскалаф (сын Ареса)
Аскалаф (др.-греч. Ἀσκάλαφος; дословно — «пролетевшая мимо ночная птица»; лат. Ascalaphus) — персонаж древнегреческой мифологии. Сын бога войны Ареса, царь Орхомена, один из аргонавтов. Присоединился к грекам со своим войском во время Троянской войны, где, согласно «Илиаде» Гомера, был убит троянским царевичем Деифобом.

## Происхождение. До Троянской войны
Сын Ареса и Астиохи. Царь Орхомена минийского. А. Ф. Лосев подчёркивает, что в Аскалафе проявляются черты необузданности, дикости и жестокости его отца. Псевдо-Гигин назвал Аскалафа и его брата Иалмена уроженцами Аргоса, сыновьями Лика и Перниды. Данная интерпретация мифа больше нигде не встречается. Лукиан приводит рационалистическую интерпретацию мифа об отцовстве Ареса. Согласно его предположениям Аскалафу покровительствовал Арес, из-за чего герою и приписали божественное происхождение. Историк Л. С. Клейн находит сходство в именах «Аскалафа» (Askalaphos) и бога медицины «Асклепия» (дор.-эолийск. Asklapios, фессал. Askalapios). На этом основании он делает предположение о существовании некоего божества в доархаической Греции, образ которого раздвоился на сына Аполлона Асклепия и сына Ареса Аскалафа. Оба имеют отношение к ранам. Один их исцеляет, второй — наносит.
Согласно Псевдо-Аполлодору Аскалаф присоединился к Ясону и другим героям, которые отправились на корабле «Арго» в Колхиду за золотым руном. Аскалаф был одним из нескольких десятков женихов Елены. Приёмный отец невесты спартанский царь Тиндарей оказался перед сложным выбором. Из множества знаменитых воинов, царей, сыновей богов он мог получить одного друга, ставшего мужем Елены, и несколько десятков рассерженных врагов. По совету Одиссея Тиндарей обязал всех женихов дать клятву признать будущего мужа Елены и, что главное, прийти ему на помощь в случае опасности и обиды. В итоге супругом Елены стал Менелай, но Аскалаф оказался связанным на всю жизнь данной Тиндарею клятвой. Когда через десять лет троянский царевич Парис при содействии Афродиты похитил Елену, Аскалаф со своим войском был вынужден влиться в армию ахейцев, отправившуюся к стенам Трои.

## Троянская война
Впервые упомянут в «Илиаде» Гомера в качестве героя, который вместе с братом Иалменом привёл под стены Трои из Орхомена минийского и Аспледона 30 кораблей. При анализе фрагмента «Илиады» «каталога кораблей», в котором появляется Аскалаф, историки отмечают его «поздний» характер. Согласно повествованию орхоменцы Аскалафа находились между беотийцами и фокидцами. Чуть далее в тексте поэмы указывается: «Оба вождя устрояли ряды ополчений фокейских / И близ бео́тян, на левом крыле, ополчалися к бою» как будто между беотийцами и фокидянами не было орхоменцев. На этом основании делается вывод, что отряд Аскалафа и Иалмена был поздней вставкой в первоначальный текст.
Аскалаф и Иалмен перечислены среди семи героев, которым Агамемнон поручил нести стражу перед воротами Трои. Во время одной из битв троянский царевич Деифоб метнул копьё в отступающего Идоменея, которое попало в Аскалафа. Отец Аскалафа Арес защищал троянцев. Однако когда он узнал от Геры о гибели сына, то собрался мстить убийцам, то есть согласно логике повествования троянцам, и даже повелел Страху и Ужасу седлать коней. В то же время фраза Ареса: «за сына я мстить иду к ополченьям ахейским» — противоречива. То ли он собирается убивать ахейцев, то ли вместе с ними сражаться с троянцами. В обоих случаях возникло бы несоответствие с основной линией повествования. Ареса останавливает Афина, напомнив о запрете Зевса богам участвовать в битвах возле Трои.
Диктис Критский передаёт несколько связанных с Аскалафом мифов. Они относятся к событиям, которые произошли после «гибели» Аскалафа в «Илиаде». В частности он занят сбором дров для погребального костра Патрокла (Аскалаф погибает в XIII песне «Илиады», а Патрокл — в XVI-й), участвует в битве с амазонками Пенфесилеи. 
Был вместе с братом похоронен в Беотии (см. фрагмент псевдо-аристотелевского «Покрова (Пеплоса)»). Согласно комментариям к «Илиаде» Евстафия Солунского Аскалаф был захоронен в Палестине. Согласно данному автору Самария получила своё название благодаря могиле «сына Ареса».

## В астрономии
Именем Аскалафа назван троянский астероид Юпитера, который был открыт 21 января 1988 года американскими астрономами Кэролин и Юджином Шумейкерами в Паломарской обсерватории.

### Исследования
- Ахутин А. В. Эпический исход // Mathesis. Из истории античной науки и философии / Ответственный редактор доктор философских наук И. Д. Рожанский. — М.: Наука, 1991. — 256 с. — ISBN 5-02-008159-0.
- Клейн Л. С. Анатомия «Илиады». — СПб.: Издательство С.-Петербургского университета, 1998. — 560 с. — ISBN 5-288-01823-5.
- Клейн Л. С. Каталог кораблей: структура и стратиграфия // Stratum plus. Археология и культурная антропология. — 2000. — № 3. — С. 17—51.
- Лосев А. Ф. Арес // Мифы народов мира / Главн. ред. С. А. Токарев. — М.: Советская энциклопедия, 1980. — С. 85.
- Ярхо В. Н. Елена // Мифы народов мира / Главн. ред. С. А. Токарев. — М.: Советская энциклопедия, 1980. — С. 356—358.
- Ярхо В. Н. Троянская война // Мифы народов мира / Главн. ред. С. А. Токарев. — М.: Советская энциклопедия, 1980. — С. 999—1001.
- Dümmler G. Askalaphos 2 // Paulys Realencyclopädie der classischen Altertumswissenschaft :  [нем.] / Georg Wissowa. — Stuttgart : J. B. Metzler’sche Verlagsbuchhandlung, 1896. — Bd. II, Zweite Hälfte (II, 2). — Kol. 1608—1609.
- Gundel W.[нем.]. Ialmenos // Paulys Realencyclopädie der classischen Altertumswissenschaft :  [нем.] / Georg Wissowa. — Stuttgart : J. B. Metzler’sche Verlagsbuchhandlung, 1914. — Bd. IX, Erste Hälfte (IX, 1). — Kol. 626—627.
- Schirmer A.[нем.]. Askalaphos 1 // Ausführliches Lexikon der griechischen und römischen Mythologie :  [нем.] / Roscher Wilhelm Heinrich. — Leipzig : Druck und Verlag von B. G. Teubner, 1884—1890. — Bd. I. — Kol. 610—611.